# エラルド・ペッチ
エラルド・ペッチ（Eraldo Pecci、1955年4月12日 - ）は、イタリア出身の元同国代表の元サッカー選手。ポジションはMF。

## 所属クラブ
- 1973年-1975年  ボローニャFC
- 1975年-1981年  トリノ
- 1981年-1985年  フィオレンティーナ
- 1985年-1986年  SSCナポリ
- 1986年-1989年  ボローニャFC
- 1989年-1990年  ラネロッシ・ヴィチェンツァ

| スタブアイコン | サブスタブ | この項目は、まだ閲覧者の調べものの参照としては役立たない、サッカー選手に関連した書きかけの項目です。この項目を加筆・訂正などしてくださる協力者を求めています（P:サッカー/PJ:サッカー選手/PJ:女子サッカー）。 |